# Kristelig Folkeparti
Chrześcijańska Partia Ludowa (norw. Kristelig Folkeparti, KrF) – norweska centroprawicowa, protestancka partia chrześcijańska założona w 1933. W swoim programie głosi między innymi ochronę życia poczętego i pomoc potrzebującym, z jednoczesnym naciskiem na gospodarczą inicjatywę jednostek. Jako źródło swoich poglądów podaje wartości chrześcijańskie.
Była jedną z największych partii politycznych w Norwegii. Od 2005, wraz z Partią Postępu, konserwatywną partią Høyre oraz liberalną Venstre, stanowiła opozycję wobec rządu premiera Jensa Stoltenberga. 16 października 2013 poparła wybór Erny Solberg na urząd premiera Norwegii, a w latach 2019–2021 wchodziła w skład rządu. W wyniku wyborów w 2021 partia uzyskała 3,8% głosów, co było najgorszym wynikiem wyborczym w historii partii. Nie weszła w skład rządu, przechodząc do opozycji wobec socjaldemokratycznego rządu Jonas Gahr Støre'a. 
Partia ma głównie poparcie w rejonie Vestlandet oraz Møre og Romsdal. Największy sukces partii miał miejsce w 1997 roku, kiedy to uzyskali 13,7% głosów.

## Przewodniczący partii
- Ingebrigt Bjørø(inne języki) (1933–1938)
- Nils Lavik(inne języki) (1938–1951)
- Erling Wikborg(inne języki) (1951–1955)
- Einar Hareide (1955–1967)
- Lars Korvald (1967–1975)
- Kåre Kristiansen (1975–1977)
- Lars Korvald (1977–1979)
- Kåre Kristiansen (1979–1983)
- Kjell Magne Bondevik (1983–1995)
- Valgerd Svarstad Haugland (1995–2004)
- Dagfinn Høybråten (2004–2011)
- Knut Arild Hareide (2011–2019)
- Kjell Ingolf Ropstad (2019–2021)
- Olaug Vervik Bollestad (2021-2024[3]
- Dag Inge Ulstein (od 2024)[4]